# Adalberto Atto de Canossa
Adalberto Atto (o Adalberto Azzo) (m. 13 de febrero de 988) fue el primer conde de Canossa y fundador de la dinastía que jugaría un papel crucial en la política Italiana y en la querella de las investiduras en los siglos XI y XII.
Adalberto aparece por vez primera en las fuentes como hijo de Sigifrido de Luca. Originalmente era vasallo de Lotario II y miles de Adelardo, Obispo de Reggio. Se hizo conocido por acoger a la Reina Adelaida en su castillo en Canossa después de su huida del castillo de Garda (951), donde había sido encarcelada por Berengario II.
En 958, Adelaida le nombró conde sine re, esto es, sin jurisdicción exclusiva de derecho de herencia. No vuelve a aparecer como conde en documentos hasta diciembre de 961, durante el ascenso de Berengario. El 20 de abril de 962, figura como conde de Reggio y Modena (comes Regensis sive Mutinensis). Estos nombramientos fueron probablemente resultado de su apoyo a Adelaida y su nuevo esposo, Otón I. Con la reina, negoció una división de poder con el obispo de Reggio por la que el obispo fue confirmado como comes civitatis, conde de la ciudad, y Adalberto como comes comitatus, conde del condado, considerando que el condado comenzaba a tres o cuatro millas de las murallas de la ciudad. Figura con un título similar, comes comitatus Mantuanensis, en Mantua en una carta de la abadesa de Santa Giulia fechada el 10 de junio de 977.
En 984, Adalberto aparece como margrave. Cuando Enrique II, duque de Baviera fue aclamado como rey ese año, unió Parma, Piacenza, Bergamo, Cremona, y Brescia a los territorios de Adalberto. Sin embargo, el reinado de Enrique fue breve.
Adalberto Atto construyó un monasterio en Canossa en 961, dedicado a San Apollonio en 971. También construyó un monasterio en Brescello. Él y su familia fueron enterrados en San Apollonio.
Adalberts se casó con la Supónida Hildegard (Ildegarda) y tuvo tres hijos: Geoffrey; Tedald, que serían respectivamente obispo (970) y conde (1001) de Brescia; y Rudolph, que falleció antes que él. Tuvo también una hija Prangarda, casada con Manfredo I de Susa.